# Samuel Ryder
Samuel Ryder (* 24. März 1858 in Preston, Lancashire, England; † 2. Januar 1936 in London) war ein britischer Saatguthändler aus St Albans in Hertfordshire, England. Weltweite Bekanntheit erlangte sein Name durch die Begründung und Stiftung des Ryder Cup, des bedeutendsten Mannschaftswettbewerbes im professionellen Golfsport.
Ryder machte ein Vermögen durch den erstmaligen Verkauf von Pflanzensamen in sogenannten penny packets, also Kleinstverpackungen, die für jedermann leicht erschwinglich waren.
Erst im Alter von 50 Jahren begann Ryder mit dem Golfspiel, um sich gesundheitlich zu erholen. Schnell wuchs seine Leidenschaft, und nachdem er einmal einen Wettkampf zwischen Golfern von der Insel und den USA verfolgt hatte, machte er den Vorschlag, das Spielformat zu ändern und stiftete 1927 eine Trophäe, den sogenannten Ryder Cup.
| Personendaten    | Personendaten                |
| ---------------- | ---------------------------- |
| NAME             | Ryder, Samuel                |
| KURZBESCHREIBUNG | britischer Samenhändler      |
| GEBURTSDATUM     | 24. März 1858                |
| GEBURTSORT       | Preston, Lancashire, England |
| STERBEDATUM      | 2. Januar 1936               |
| STERBEORT        | London                       |